# 벤 포스터 (배우)
벤 포스터(Ben Foster, 1980년 10월 29일 ~ )는 미국의 배우이다.

## 출연 작품
- 호스티지
- 겟 오버 잇
- 폰 부스
- 3:10 투 유마
- 팬도럼
- 론 서바이버
- 로스트 인 더스트
- 워크래프트: 전쟁의 서막 - 메디브 역
- 갤버스턴 - 로이 역
- 흔적 없는 삶
- 해방 - 파셀 역